# David Branle
David Branle (29 oktober 1969) is een Belgische voormalige atleet, die zich had toegelegd op de sprint en het verspringen. Hij werd driemaal Belgisch kampioen.

## Biografie
David Branle was in het begin zijn carrière vooral actief als sprinter. In 1988 nam hij op de 100 m deel aan de Wereldkampioenschappen voor junioren. Hij werd uitgeschakeld in de kwartfinale. Hij haalde ook enkele medailles op de 100 m en 60 m indoor op de Belgische kampioenschappen.
In 1998 werd Branle Belgisch indoorkampioen verspringen. Outdoor veroverde hij in 2000 en 2001 de Belgische titel in het verspringen.
David Branle is de oudere broer van Hugues Branle. Hij was aangesloten bij Athlétisme Running Ciney Haute-Meuse (ARCH), Cercle Athlétique Brabant-Wallon (CABW), FC Luik en Vilvoorde AC. Beroepsmatig werd hij commercieel directeur en marketingmanager bij de uitgeverij Dupuis.

## Belgische kampioenschappen
Outdoor
| Onderdeel   | Jaar       |
| ----------- | ---------- |
| verspringen | 2000, 2001 |

Indoor
| Onderdeel   | Jaar |
| ----------- | ---- |
| verspringen | 1998 |

## Persoonlijke records
Outdoor
| Onderdeel   | Prestatie | Datum        | Plaats  |
| ----------- | --------- | ------------ | ------- |
| 100 m       | 10,45 s   | 15 juni 1993 | Oslo    |
| verspringen | 7,81 m    | 23 juni 2001 | Andenne |

Indoor
| Onderdeel   | Prestatie | Datum            | Plaats |
| ----------- | --------- | ---------------- | ------ |
| 60 m        | 6,76 s    | 23 januari 1993  | Gent   |
| verspringen | 7,56 m    | 18 februari 1998 | Gent   |

## Palmares

### 60 m
- 1993:  BK AC indoor – 6,92 s
- 1994:  BK AC indoor – 6,86 s
- 1995:  BK AC indoor – 6,90 s

### 100 m
- 1988: 7e ¼ fin. WK junioren in Sudbury – 11,10 s
- 1991:  BK AC – 10,64 s
- 1993:  BK AC – 10,63 s
- 1994:  BK AC – 10,71 s

### 4 x 100 m
- 1988: DSQ series WK junioren in Sudbury
- 1991:  Universiade in Sheffield – 40,05 s

### verspringen
- 1997:  BK AC – 7,30 m
- 1998:  BK AC indoor – 7,56 m
- 2000:  BK AC indoor – 7,28 m
- 2000:  BK AC – 7,45 m
- 2001:  BK AC indoor – 7,47 m
- 2001:  BK AC – 7,77 m